# Tracey Moffatt
Tracey Moffatt (ur. 12 listopada 1960 w Brisbane) – australijska artystka i reżyserka pochodzenia aborygeńskiego, zajmująca się sztuką video i fotografią. 
Ukończyła komunikację wizualną na Queensland College of Art w 1982 r. Po raz pierwszy zaistniała w świecie sztuki australijskiej dzięki Albury Regional Art Gallery w 1989r oraz Link Studios w Wodonga, które zleciło i umożliwiło wykonanie serii dziewięciu fotografii pt.Something More (coś więcej). W pracach tych artystka bawi się możliwymi znaczeniami tematu oraz tytułu i jego odniesieniami do sadomasochizmu. Kolejne fotografie artystki takie jak Pet Thang 1991 czy Laudanum 1998 wracają znaczeniowo do pierwszej serii prac i poruszają tematy seksualności, historii oraz prześladowań na tle rasowym. Działania artystki w sferze video oscylują wokół filmów fabularnych, krótkometrażowych niekiedy typowo eksperymentalnych. Wszystkie prace artystki bez względu na medium mają wspólny mianownik, którym jest problem rasizmu, mniejszości narodowych i etnicznych oraz prześladowania. Wszystkie prace łączy oprócz tego lekko odrealniona rzeczywistość, nasuwająca na myśl typową scenografie filmową, wyjątek stanowi seria fotografii Scarred for Life 1994r która jest utrzymana w konwencji reportażu.
- Twórczość:
- Serie fotograficzne

1. Scarred for Life [1994]
2. Up in the Sky [1998]
3. Scarred for Life II [1999]
4. Invocations [2000]
5. Fourth [2001]
6. Adventure Series [2004]

- Video

1. Nice Coloured Girls [1989]
2. Night Cries [1989]
3. Lip [1990]
4. BeDevil [1993]
5. Heaven [1997]
6. Artist [2000]
7. Doomed [2007]
8. Revolution [2008]